# Haatajanjärvi
Haatajanjärvi är en sjö i kommunen Kuhmo i landskapet Kajanaland i Finland. Sjön ligger 162,6 meter över havet. Den är 2,6 meter djup. Arean är 73 hektar och strandlinjen är 6,23 kilometer lång. Sjön  ingår i Uleälvens huvudavrinningsområde.   Den ligger omkring 88 kilometer öster om Kajana och omkring 500 kilometer nordöst om Helsingfors. 
I sjön finns ön Kivisaari. Sjön ligger någon kilometer söder om Kuhmo.